# Федерално правителство на Съединените американски щати
Федералното правителство на Съединените щати (на английски: The Federal Government of the United States) е националната (федерална) система на управление на Съединените американски щати, конституционна републикаска федерация в Северна Америка, състояща се от 50 щата, федерален окръг и 14 територии.
Правителството включва 3-те власти: законодателна власт, изпълнителна власт, съдебна власт, чиито правомощия са дадени в Конституцията на САЩ, съответно чрез Конгреса, президента и федералните съдилища. Допълнителните правомощия и задължения на федералното правителство и неговите клонове са определени в законодателството на Конгреса.

## История
Федералното правителство на Съединените щати е създадено в съответствие с конституцията, създадена през 1788 г. и влязла в сила през следващата 1789 г. Между 15 декември 1788 г. и 10 януари 1789 г. се провеждат първите избори за Председателството, Сената и Камарата на представителите, а избраните членове полагат клетва на 4 март 1789 г. През февруари 1790 г. е проведено първото заседание на Върховния съд.
След като отделните щати в съюза ратифицират конституцията, всеки щат прехвърля част от своите правомощия на федералното правителство, но запазва част от своя суверенитет. По принцип образованието, медицината, транспорта и инфраструктурата остават под юрисдикцията на самите щати, докато решенията за външната търговия, военната политика и международната политика се прехвърлят на федералното правителство. Федералното правителство се намесва в щатската система по ограничен начин. Що се отнася до териториите и защитените места, авторитетът на федералното правителство е още по-малък.

## Законодателна власт
Законодателната власт в САЩ се нарича Конгрес на САЩ. Конгресът се състои от две камари: Сената, който е горната камара, и Камарата на представителите, който е долната камара.
Седалището на Конгреса е сградата на Капитолий във Вашингтон. Сенатът е в северното крило, а Камарата на представителите е в южното крило.

### Структура на Конгреса

#### Сенат
Сенатът на Съединените щати се състои от четен брой сенатори, по двама от всеки щат, и има 100 сенатори. Мандатът на всеки сенатор е шест години, като на всеки две години се избират една трета от сенаторите. Начело на Сената е председателят на Сената, който е вицепрезидент на Съединените щати и има правомощия да взема решения в случай на равенство в гласуването. Когато заместник-председателят не отговаря за заседанието, временният председател на Сената или някой от неговите заместници го ръководи.

## Изпълнителна власт

### Президент
Президентът на Съединените щати е държавен глава на САЩ, ръководител на изпълнителната власт и главнокомандващ на въоръжените сили. Под ръководството на президента са около 5 милиона служители на федералното правителство, включително около един милион военнослужещи.

## Съдебна власт
Съдебната власт в Съединените щати е съдебната система, водена от Върховния съд на САЩ. Ролята на съдебната власт е да тълкува законите и да наказва нарушителите. Съдебната власт получава своята власт от глава трета от конституцията на САЩ:

### Федерални съдилища
В Съединените щати има три юрисдикции на федерално ниво:
- Върховен съд
- Апелативни съдилища
- Окръжни съдилища

#### Окръжни съдилища
Най-ниският федерален съд в САЩ е окръжният съд. Има общо 94 окръжни съдилища, включително един в Пуерто Рико.